# Milan Tomašík
Milan Tomašík (* 5. července 1988) je český florbalový útočník, bývalý reprezentant, pětinásobný mistr Česka a trojnásobný vicemistr Švédska. V nejvyšších soutěžích Česka a Švédska hraje od roku 2003, z toho od roku 2017 za český tým Florbal MB.

## Klubová kariéra

### Vítkovice
Tomašík se k florbalu dostal v oddílu FBK Sokol Poruba Škorpioni v roce 1995. Na vrcholové úrovni začal hrát v klubu 1. SC Vítkovice, za který poprvé nastoupil v nejvyšší soutěži v sezóně 2003/2004. V dalším ročníku s týmem získal svou první medaili, kdy v zápase o bronz vstřelil gól. Do finále se s Vítkovicemi probojoval v sezóně 2007/2008, už jako nejproduktivnější hráč týmu. V dalším ročníku získal první mistrovský titul, kdy opět vedl bodování týmu a mimo jiné v rozhodujícím zápase finálové série vstřelil gól. Za Vítkovice odehrál ještě dvě sezóny, ve kterých získali stříbro a bronz. V roce 2010 hrál s týmem na Evropském poháru mistrů, protože český mistr Tatran Střešovice účast odřekl. Tam jako první český klub získali stříbrnou medaili a Tomašík byl zařazen do All Star týmu turnaje. V posledním ročníku ve Vítkovicích byl sporně nejproduktivnějším hráčem Extraligy a byl zvolen jejím nejužitečnějším hráčem.

### Švédsko

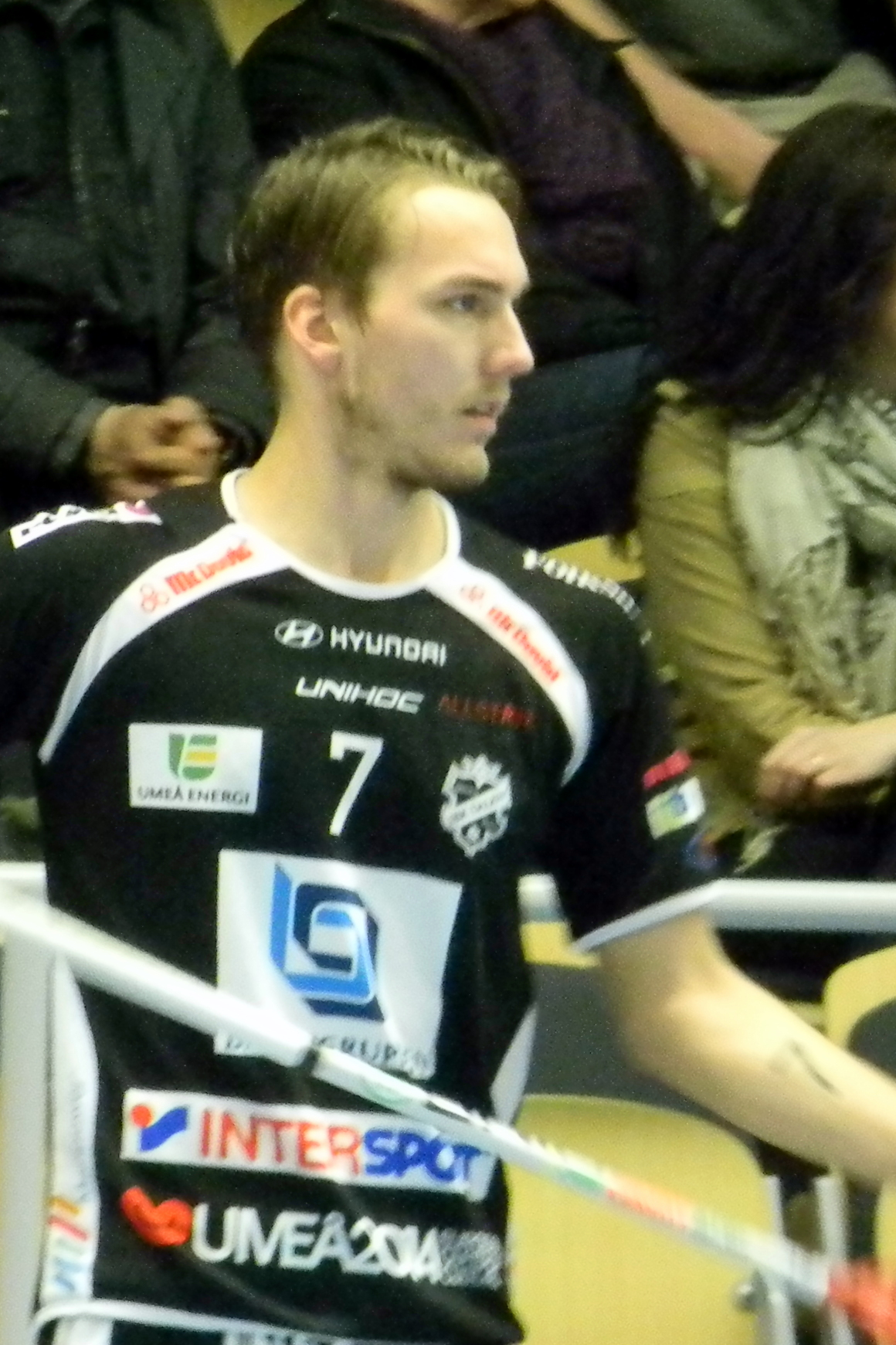
Tomašík hrající za IBK Dalen v semifinále Švédské Superligy 2012/2013

V létě 2011 přestoupil do Švédské Superligy do klubu IBK Dalen. S Dalenem získal v prvních dvou sezónách 2011/2012 a 2012/2013 dva vicemistrovské tituly. V letech 2011 a 2013 také dvakrát zvítězili na Czech Open, i když ve finále v roce 2013 kvůli zranění nehrál. V roce 2012 dosáhl na svoji druhou stříbrnou medaili na Poháru mistrů. Za sezónu 2012/2013 byl vyhlášen nejlepším českým florbalistou. Po dalších dvou neúspěšných sezónách, ve kterých v Dalenu hrál i s Patrikem Suchánkem a Martinem Tokošem, a ve kterých se nedostali do play-off, přestoupil Tomašík v květnu 2015 do klubu Visby, nováčka druhé nejvyšší švédské soutěže Allsvenskan. Tam ale, kvůli nedodržení podmínek klubem, nevydržel ani celou první sezónu, a začátkem roku 2016 se vrátil do nejvyšší soutěže do klubu Linköping IBK, kde se potkal s Matějem Jendrišákem. S Linköpingem dohrál ročník a získal svoje třetí švédské stříbro.

### Boleslav

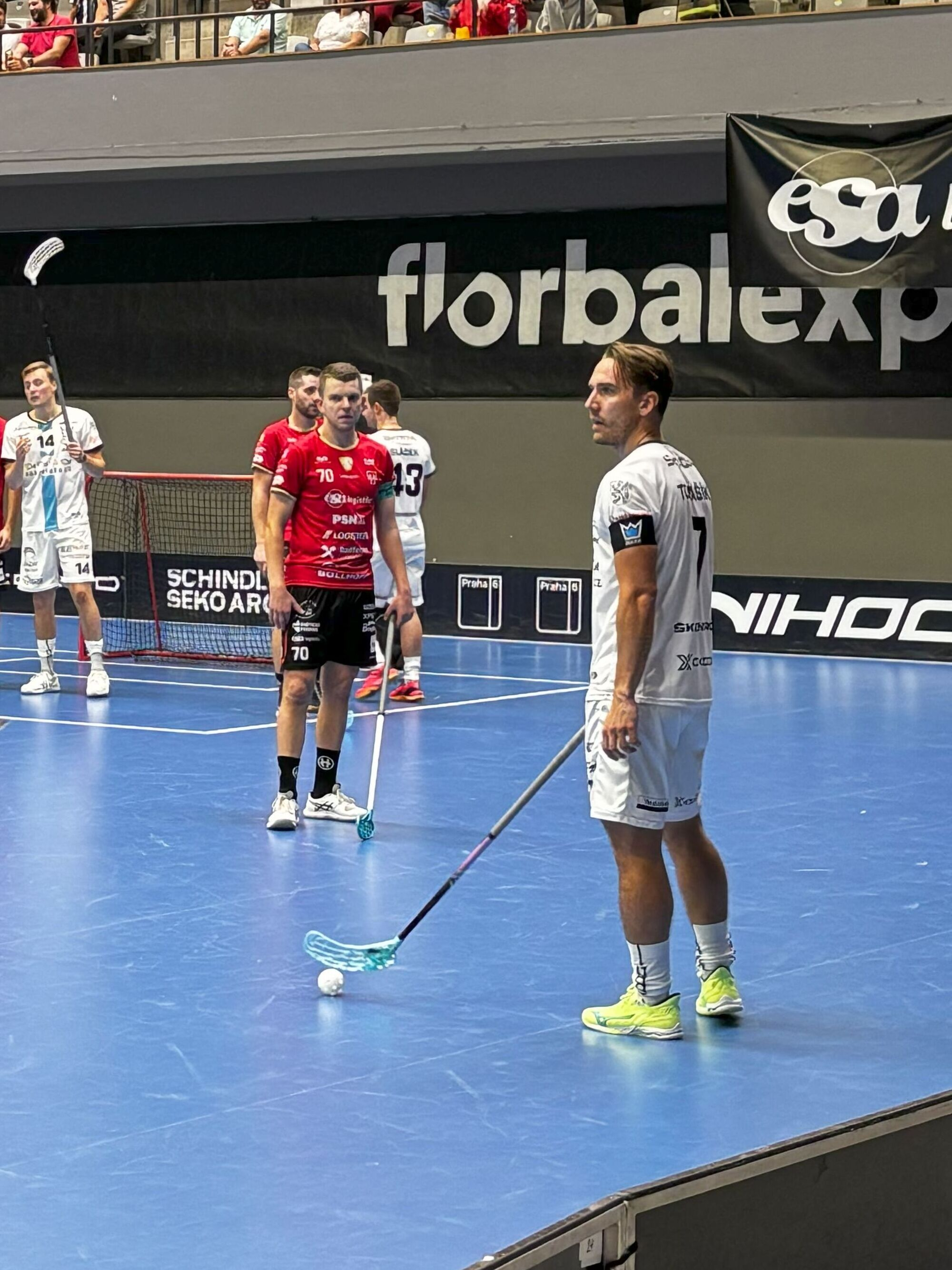
Tomašík (vpravo) hrající jako kapitán za Florbal MB v sezóně 2024/2025

Po sezóně 2016/2017 se vrátil do Česka a začal hrát za Technology Florbal MB. Boleslavi hned v prvním roce pomohl k jejímu prvnímu mistrovskému titulu, kdy v superfinálovém zápase vstřelil dva góly včetně rozhodujícího v prodloužení. V sezóně 2018/2019 přidal další vicemistrovský titul. O dva roky později v ročníku 2020/2021 zvítězili s Boleslaví podruhé. V další sezóně dovedl tým k obhajobě titulu jako kapitán. Na následném Poháru mistrů ve vítězném zápase o bronz vstřelil dva góly a na další dva asistoval. Kapitánskou pásku převzal znovu v roce 2024 od zraněného Jana Natova a v sezóně 2023/2024 s Boleslaví získal stříbro.
Na Poháru mistrů 2025 se i s Boleslaví probojoval do finále. V postupovém semifinálovém zápase vstřelil gól a asistoval na vítězný Martina Tokoše. Ve finále byl se dvěma brankami a přihrávkou zvolen nejlepším hráčem utkání. V sezóně 2024/2025 získal s Boleslaví stále jako kapitán čtvrtý klubový ligový titul, celkově jeho pátý.

## Reprezentační kariéra
V juniorské kategorii hrál Tomašík na Mistrovství světa v roce 2005.

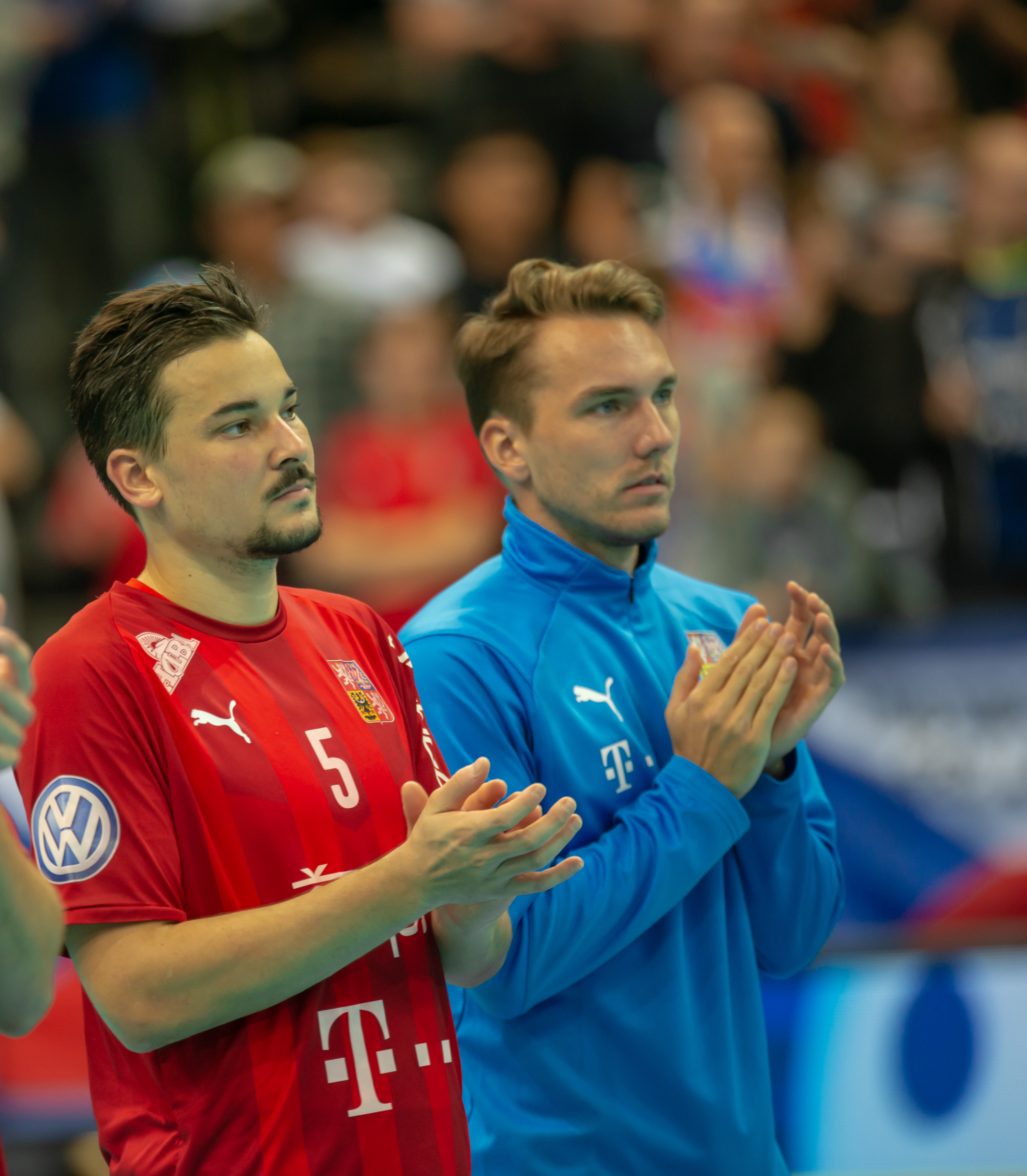
Tomašík (vpravo) po prohraném zápase o bronz na Mistrovství světa 2018

Za mužskou reprezentaci hrál na pěti mistrovstvích světa mezi lety 2010 a 2018 a na Světových hrách v roce 2017. Patří tak k českým hráčům s nejvyšším počtem účastí. Z toho na mistrovstvích v letech 2010 a 2014 získal s reprezentací dvě bronzové medaile. Na obou turnajích bodově přispěl k vítězství v rozhodujících zápasech o třetí místo. Na neúspěšném mistrovství v roce 2012 byl nejproduktivnějším českým hráčem. Do národního týmu se vrátil na Euro Floorball Tour v roce 2024.
| Umístění         | Soutěž                                       |
| ---------------- | -------------------------------------------- |
| 5.               | Mistrovství světa ve florbale do 19 let 2005 |
| Bronzová medaile | Mistrovství světa ve florbale 2010           |
| 7.               | Mistrovství světa ve florbale 2012           |
| Bronzová medaile | Mistrovství světa ve florbale 2014           |
| 4.               | Mistrovství světa ve florbale 2016           |
| 4.               | Florbal na Světových hrách 2017              |
| 4.               | Mistrovství světa ve florbale 2018           |